# Begonia aborensis
Begonia aborensis é uma espécie de Begonia.